# Stade Canad Inns
Le stade Canad Inns (en anglais, Canad Inns Stadium) est un ancien stade multi-fonction situé à Winnipeg au Manitoba (Canada). De sa construction jusqu'en 2001, il est appelé stade de Winnipeg (Winnipeg Stadium). Il était situé à l'ouest du centre-ville de Winnipeg, à l'angle des rues St. James et Maroons et juste au nord du centre commercial Polo Park (en). Il a été construit à l'intention des Blue Bombers de Winnipeg de la Ligue canadienne de football, mais pouvait aussi servir pour le baseball et le soccer, et a été le domicile des clubs de baseball des Goldeyes de Winnipeg et des Whips de Winnipeg (en). Le stade a été démoli en 2013 après que les Blue Bombers se soient installés au nouveau Investors Group Field, maintenant appelé IG Field.

## Histoire

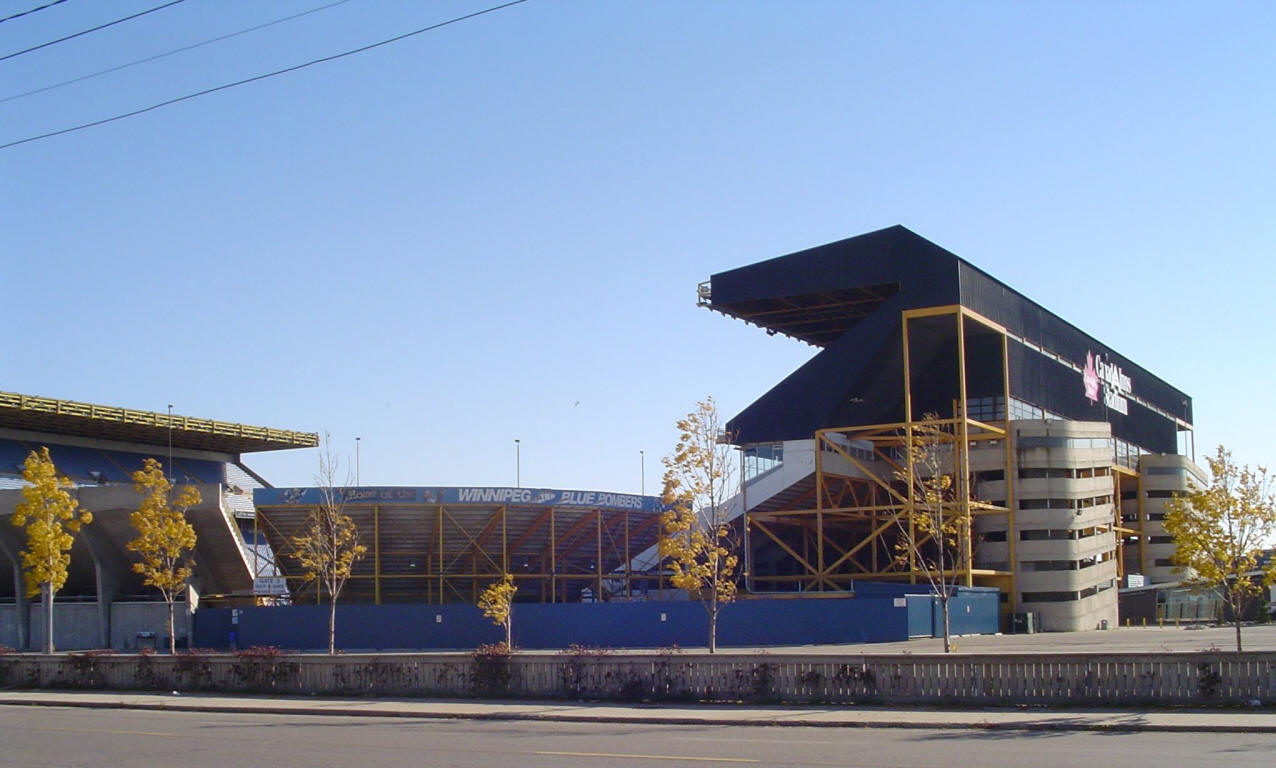
Vue extérieure du stade. Les estrades ouest sont à droite.

Depuis 1933, les Blue Bombers de Winnipeg (alors connus sous le nom de Winnipegs) jouent au stade Osborne, un terrain relativement petit situé au centre-ville près du Palais législatif du Manitoba. Grâce au jeu spectaculaire du quart-arrière Jack Jacobs (en) qui favorise un jeu rapide basé sur la passe avant, la popularité des Blue Bombers augmente rapidement au début des années 1950 et le besoin d'un stade plus grand et plus moderne se fait sentir.
Plusieurs propositions sans suite pour un nouveau stade sont déposées, puis le président du Winnipeg Football Club (nom corporatif des Blue Bombers), Culver Riley, met sur pied une entreprise sans but lucratif appelée la Winnipeg Enterprises Corporation et présente un plan pour un stade de 15 700 places à construire près du Polo Park (en), un hippodrome situé dans l'ouest de Winnipeg. La Ville de Winnipeg approuve les plans en août 1952. Le stade, appelé Winnipeg Stadium (Stade de Winnipeg) est inauguré le 14 août 1953 et a coûté 500 000 $ à construire. Le lendemain, les Blue Bombers jouent un premier match d'exhibition à leur nouveau domicile contre les Rough Riders d'Ottawa. Le stade a été surnommé « The house that Jack built » (« La maison construite par Jack ») pour souligner la contribution de Jack Jacobs.
Les succès obtenus par les Blue Bombers et l'augmentation correspondante des assistances conduisent à plusieurs agrandissements du stade à partir de 1954, année où sa capacité a été augmentée à 17 995 sièges. De ceux-ci, seulement 10 166 sont des gradins sur une base en béton permanente, les autres étant situés sur des estrades temporaires construites dans les coins pour accommoder un terrain de baseball ajouté au stade. D'autres ajouts consistent en la construction d'une nouvelle estrade du côté de la zone des buts nord en 1966 et l'agrandissement des tribunes du côté ouest, incluant une galerie superposée, en 1972. En 1978 ce sont les tribunes du côté est qui sont agrandies en incluant une galerie superposée, augmentant la capacité à 32 946 spectateurs. Lors de l'adaptation du stade en 1987 pour permettre d'y jouer à nouveau au baseball, d'autres sièges sont ajoutés, ce qui permet d'accueillir au total 33 675 personnes. Le record d'assistance au stade est de 51 985 et est établi le 24 novembre 1991 au match de la coupe Grey entre Toronto et Calgary, grâce à l'ajout d'estrades temporaires aux extrémités nord et sud du terrain. Les coupes Grey de 1998 et 2006 sont aussi disputées au stade.
Une surface artificielle en AstroTurf est installée au début de la saison 1988, ce qui ne laissait alors qu'un seul stade de la LCF, celui d'Edmonton, à avoir encore un terrain en gazon naturel. Une importante rénovation est faite en 1999 en vue des Jeux panaméricains. Les bancs des niveaux inférieurs sont remplacés par des sièges individuels, la galerie de la presse est agrandie et des loges corporatives sont ajoutées ; en conséquence la capacité du stade est réduite à 29 533, ce nombre restant stable jusqu'à la fermeture. La surface de jeu est refaite en AstroPlay, un produit plus moderne, en 2003.
En 2001, la chaîne d'hôtels Canad Inns (en), basée à Winnipeg, acquiert le droit de nommage sur le stade, qui devient alors le stade Canad Inns (Canad Inns Stadium). En 2004, la Winnipeg Enterprises Corporation est dissoute et l'opération du stade est confiée au Winnipeg Football Club.

## Baseball
Des estrades pour le baseball sont construites en 1954 au coût de 184 000 $, situées dans l'angle sud-ouest du stade. Les Goldeyes de Winnipeg, de la Northern League (en), y ont joué de 1954 à 1964, puis en 1969. Puis les Whips de Winnipeg, filiale AAA des Expos de Montréal, ont occupé le stade en 1970 et 1971. Ces estrades sont démolies au début des années 1980 afin de permettre la construction du « Blue and Gold Room » ; il n'y a donc plus de baseball au stade pendant quelques années.
Les travaux de la fin des années 1980, comprenant la pelouse artificielle, des estrades rétractables du côté est et une nouvelle tribune derrière le marbre situé dans l'angle nord-ouest, font partie des efforts pour attirer de nouveau une équipe de baseball professionnelle à Winnipeg. Finalement, aucune équipe des ligues mineures de baseball ne vient s'y installer, mais une nouvelle incarnation des Goldeyes, membre d'une ligue indépendante de baseball, y joue de 1994 à 1999. Cette dernière date marque la fin du baseball au stade de Winnipeg.

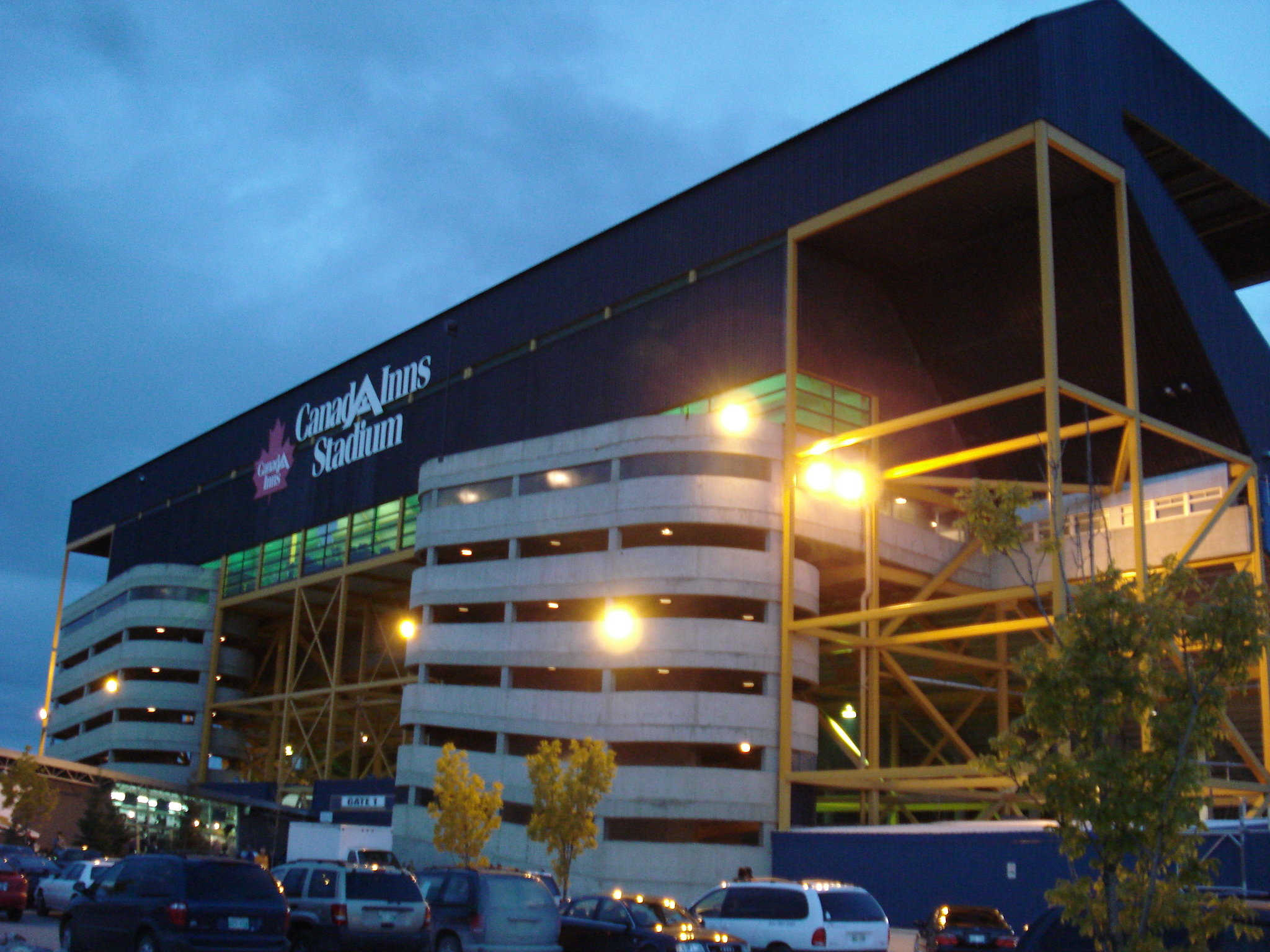
Vue extérieure des estrades ouest.

## Jeux panaméricains
Le stade de Winnipeg a accueilli les cérémonies d'ouverture et de clôture, ainsi que la compétition de volleyball de plage des Jeux panaméricains de 1999.  Ces jeux se sont déroulées du 23 juillet au 8 août. La ville de Winnipeg avait également tenu les jeux de 1967, et le stade avait été le site des cérémonies d'ouverture.

## Fermeture et démolition
Le dernier match de football canadien au stade a lieu le 3 novembre 2012. La démolition du stade débute le 20 avril 2013 et dure environ trois mois.